# 桂楙
桂楙 ，又作桂茂(1808年—1860年），吳郎漢吉爾們氏，字桐生，號德山，蒙古镶白旗人。清朝官员。
父吉恒。道光戊子科挑取謄錄，壬辰科舉人，丙申科进士。后来官至甘肃西和县知县，由兵部员外郎迁春坊左庶子。
著有《德山诗录》、《盍簪集》。